# Ciclotimia
La ciclotimia o trastorno ciclotímico es el diagnóstico psiquiátrico que pormenoriza o describe un trastorno del estado de ánimo considerado una forma leve de trastorno bipolar (antiguamente conocido como psicosis maníaco-depresiva). Se caracteriza por la presencia de múltiples episodios de hipomanía (ánimo y energía elevados) con o sin irritabilidad, junto con episodios alternantes de depresión leve o moderada que no llegan a cumplir los criterios básicos para el diagnóstico de un episodio depresivo mayor. La ciclotimia, al igual que otros trastornos del humor, puede ir acompañada de ansiedad. Es la variante más inofensiva del espectro bipolar, después de los trastornos bipolares tipos I y II. El trastorno ciclotímico, además de prevalecer en el 0,4 - 1% de la población mundial, suele ser un trastorno crónico, que puede llegar a durar muchos años e incluso toda una vida; sin embargo, si se diagnostica y se trata a tiempo, existe la posibilidad de que, en algunos casos, desaparezca por completo. La tasa parece igual en hombres y en mujeres, aunque se ha comprobado que las mujeres buscan tratamiento más a menudo, el cual es imprescindible para evitar que la ciclotimia evolucione hacia una forma más grave de bipolaridad. 

## Causas
La ciclotimia parece tener una importante contribución genética, similar a la de los demás subtipos de bipolaridad afectiva, que se ha demostrado con un amplio abanico de estudios con gemelos dicigóticos (fraternos o "cuates") y monocigóticos (idénticos).
También están implicados los factores pericardiales; por ejemplo, acontecimientos vitales o las condiciones de vida y dificultades interpersonales. Además, algunas hipótesis plantean que los episodios hipomaníacos tienen significado en el contexto de personas que desean alcanzar objetivos o evitar la depresión.[cita requerida]

## Tratamiento
El tratamiento del trastorno ciclotímico puede incluir, además de determinados fármacos, una variedad de técnicas de psicoterapia que ayuden al afectado a prevenir futuros episodios. Es frecuente que el tratamiento farmacológico incluya estabilizadores del estado de ánimo o antidepresivos con o sin benzodiazepinas (fármacos ansiolíticos).